# Carex leersii
Carex leersii — вид рослин із родини осокових (Cyperaceae), що зростає у Євразії, і в північно-західній Африці.

## Біоморфологічна характеристика
Багаторічна купинна трава 30–100 см заввишки. Стебла товщиною 1–2 мм, прямовисні. Листки лінійні, 2.5–5 мм ушир, часто завдовжки зі стебло. Лігула у довжину така ж як у ширину. Суцвіття завдовжки 3–8(11) см, перервані; колосочки мають жіночі біля основи, чоловічі квітки на верхівці, кулясті, 5.5–7.5 мм у довжину. Плоди (перигіній) (3.5)4–5(5.4) × 1.8–2.7 мм, від світло-коричнево-зеленого до жовто-коричневого забарвлення. 2n=58.

## Середовище проживання
Зростає у Євразії від Португалії до Західних Гімалаїв, і в північно-західній Африці.
Найчастіше росте у світлих лісах і на пасовищах, рідше — на трав'янистих і чагарникових схилах, уздовж доріг або навіть у парках.